# Ветрогон
 Тази статия е за вида растения.  За рода вижте Ветрогон (род).  
Ветрогон (Eryngium campestre) е тревисто многогодишно растение. Разпространено по сухи, тревисти места.
За медицински цели се използват корените (запарка), надземната част (отвара).